# جابرانصار
جابرانصار، روستایی از توابع بخش مرکزی شهرستان آبدانان در استان ایلام ایران است.
روستایی تو دل طبیعت و پر از شگفتی های طبیعی . رودخانه های شور و شیرین اطراف روستا  منظره چشم نوازی رو به سر مسجد بخشیدن  .
کلکیرو:یه ابشار طبییعی
چَ . اسمول . باریکی و... مکان های برای پیدا کردن ارامش 
امام‌زاده پیرمحمد یکی از مکان های تاریخی این روستا است که تقریبا ۸۰۰ سال قدمت دارد و گواه زندگی قدیمی در این منطقه از شهرستان آبدانان است که مردمان این منطقه به صورت عشایری در آن زندگی کرده اند و هنوز عده ای زندگی عشایری را در این منطقه حفظ کرده اند.
ولی حیف رضا دهیاره

## جمعیت
این روستا در دهستان جابرانصار قرار دارد و براساس سرشماری مرکز آمار ایران در سال ۱۳۸۵، جمعیت آن ۱٬۰۱۷ نفر (۲۰۵خانوار) بوده‌است.